# Кривобок Ігор Федорович
Ігор Федорович Кривобок (нар. 28 липня 1978, Харків, УРСР) — український футболіст, нападник.

## Життєпис

### Початок кар'єри та перший візит до Білорусі
Футбольну кар'єру розпочав у 1999 році в складі друголігового запорізького «Віктора». У 2001 році виступав у складі аматорського клубу «Угольок». У 2002 році став гравцем вищолігового криворізького «Кривбасу». Потім виступав в українських клубах «Олком», МФК «Миколаїв», «Спартак» (Суми), «Кримтеплиця» (Молодіжне) та «Спартак» (Івано-Франківськ). 
У 2006 році у нападника розпочався білоруський етап кар'єри. Першим білоруським клубом Кривобока став гродненський «Німан», де швидко став основним гравцем. Пізніше нападник грав у «Граніті».
У другій половині 2008 року грав за вірменську «Міку». У 2009 році повернувся в Білорусь, грав у «Сморгоні», «Торпедо-БелАЗі» і в 2012 році знову повернувся в «Німан», за який 24 травня 2012 року в матчі чемпіонату Білорусі забив мозирській «Славії» 3 м'ячі. Це був перший хет-трик гравця в професійній кар'єрі.

### «Ліда»
На початку сезону 2013 гравець на правах вільного агента перейшов у «Ліду», яка виступала в другому дивізіоні чемпіонату Білорусії. Став основним гравцем клубу й дуже швидко очолив список бомбардирів Першої ліги. Головний тренер «Ліди» Андрій Петров уже встиг зазначити, якого цінного гравця він знайшов. За його словами, команда перемагає суперників завдяки високій виконавській майстерності Ігоря Кривобока.У підсумку провівши в складі «Ліди» 11 матчів і забивши 10 м'ячів у він перейшов у «Нафтан».

### «Нафтан»
Завдяки дуже високій результативності, Ігоря запримітив новополоцький «Нафтан», у якого не вистачало в команді нападників. У липні 2013 року повернувся у Вищу лігу, підписавши контракт з новополоцьким «Нафтаном». Став основним нападником клубу, у першому ж матчі (14 липня 2013 проти «Білшини») відзначився дублем. Так, після чотирьох поєдинків у складі команди він стільки ж разів зумів вразити ворота суперників. 9 жовтня 2013 року в матчі з «Білшиною» в зіткненні з воротарем бобруйчан Антоном Ковалевським заподіяв тому важку травму, за що був дискваліфікований на три матчі.
Сезон 2014 року розпочав як основний нападник, але швидко був витіснений Вадимом Демидовичем й став виходити лише на заміну. 2 серпня 2014 року в матчі з берестейським «Динамо» вийшов на заміну на 68-й хвилині і встиг відзначитися хет-триком (підсумковий рахунок 7:0). В рамках 21-го туру чемпіонату Білорусі з футболу серед команд вищої ліги між новополоцьким «Нафтаном» і СФК «Слуцьк» — 0:0, Ігор Кривобок провів свій 200-й офіційний поєдинок за білоруські команди, зумівши 65 раз відзначитися у воротах суперників. Після закінчення сезону в грудні 2014 року покинув «Нафтан».

### Повернення у «Німан»
З лютого 2015 року тренувався разом з «Німаном». 16 березня 2015 підписав з гродненським клубом контракт.
На поле, однак, Ігор виходив дуже рідко. Єдиний повний матч провів 17 червня, коли голом і гольовою передачею допоміг «Німану» перемогти «Нафтан». 7 липня 2015 року по закінченні терміну дії контракту покинув гродненський клуб.

### Останні роки
Незабаром після відходу з «Німану» підписав контракт з першоліговою «Сморгонью». У березні 2016 року знову опинився в складі «Ліди», покинув клуб в серпні того ж року й знову став гравцем «Сморгоні», однак до кінця сезону 2016 року лише двічі виходив на поле, в обох випадках в кінцівці поєдинку. По завершенні сезону 2016 року залишив ФК «Сморгонь».

## Досягнення
- Кубок Білорусі
  -  Фіналіст (1): 2009/10